# バスルームのピカピカ家族
バスルームのピカピカ家族（バスルームのピカピカかぞく、The Toothbrush Family）は、1977年から同年にかけてPax（現：Ion）で第1期が放送され、1998年から1999年にかけてネットワーク・テンで第2期が放送されたオーストラリアのテレビアニメ。監督はクレイグ・ハンドリーが務めている。オープニング主題歌はカート・エリングが歌っている（日本語版は不明）。
日本ではキッズステーションで何度か放送された。本作は、バスルームに暮らす道具たちが大冒険に出かけるという子供向けらしい内容であった。

## キャラクター
モリー
声 - ?
緑色の歯ブラシの男の子、マックスの兄。
マックス
緑色の歯ブラシの男の子、マックスの弟。
スージー
声 - ?
ピンク色のスポンジの女の子。
フラッシュ
声 - ?
歯磨き粉の男の子。
- その他 - 雨宮正武[4]

## スタッフ
- 脚本 - ジョン・パターソン[5]
- 共同プロデューサー - ロン・サンダース、マーシャ・ハットフィールド、ジン・グオ・ピン[5]
- プロデューサー - ロン・サンダース[5]
- 監督 - クレイグ・ハンドリー[5]
- 制作 - サザンスター・プロダクション、フィルム・オーストラリア、上海アニメーション・フィルム・スタジオ、ロイマーク・テレビジョン[5]

## 映像ソフト化
アメリカでは、Just For KIDSから発売。いずれも日本では発売されていない。
- 「Toothbrush Family Vol.1」（フォーマット：VHS、発売日：1999年2月4日）
- 「Toothbrush Family Vol.2」（フォーマット：VHS、発売日：1999年10月12日）
- 「The Toothbrush Family A Visit From The Tooth Fairy」（フォーマット：DVD、発売日：1999年10月12日、規格品番：CHE-2002）